# Totem (reklama)

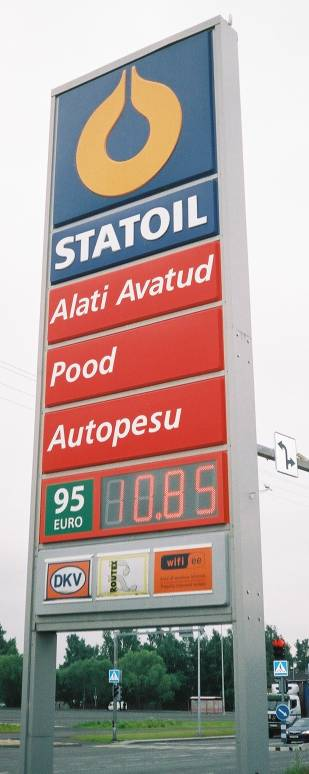
Totemy reklamowe stacji benzynowych

Totem – w dziedzinie reklamy wizualnej: słup reklamowy stosunkowo dużej wysokości, na którym w górnej części wyraźnie jest widoczne logo firmy reklamowanej przez ten znak. Najczęściej jest stosowany przez stacje benzynowe oraz salony samochodowe.
Ze względu na podobieństwo, totemami nazywane są również specjalne sygnalizatory dla rowerzystów, które informują ich, czy powinni przyspieszyć, zwolnić, czy utrzymać prędkość, by na najbliższym skrzyżowaniu trafić na zielone światło.